# Charles O'Rear
Charles O'Rear (Butler, 26 novembre 1941) è un fotografo statunitense.
È noto per essere l'autore di Colline, l'iconica immagine di sfondo predefinita del sistema operativo Windows XP di Microsoft.